# 5840 Raybrown
5840 Raybrown eller 1978 ON är en asteroid i huvudbältet som upptäcktes den 28 juli 1978 av Perth-observatoriet. Den är uppkallad efter den amerikanske musikern Ray Brown.
Asteroiden har en diameter på ungefär 9 kilometer och den tillhör asteroidgruppen Agnia.